# Polygrammate hebracicum
Polygrammate hebracicum là một loài bướm đêm trong họ Noctuidae.